# Jasna (gmina)
Jasna – dawna gmina wiejska istniejąca w latach 1945–1954 w woj. gdańskim (dzisiejsze woj. pomorskie). Siedzibą władz gminy była Jasna.
Gmina Jasna powstała po II wojnie światowej (1945) na terenie tzw. Ziem Odzyskanych (tzw. IV okręg administracyjny – Mazurski). 25 września 1945 roku gmina – jako jednostka administracyjna powiatu sztumskiego – została powierzona administracji wojewody gdańskiego, po czym z dniem 28 czerwca 1946 roku weszła w skład woj. gdańskiego. 1 stycznia 1949 roku część obszaru gminy Jasna (gromadę Złotnica) przyłączono do gminy Zwierzno. Według stanu z 1 lipca 1952 roku gmina była podzielona na 6 gromad: Bągart, Brudzędy, Budzisz, Bukowo, Jasna i Żuławka.
Gmina została zniesiona 29 września 1954 roku wraz z reformą wprowadzającą gromady w miejsce gmin. Jednostki nie przywrócono 1 stycznia 1973 roku wraz z kolejną reformą reaktywującą gminy.